# Matthias von Bülow

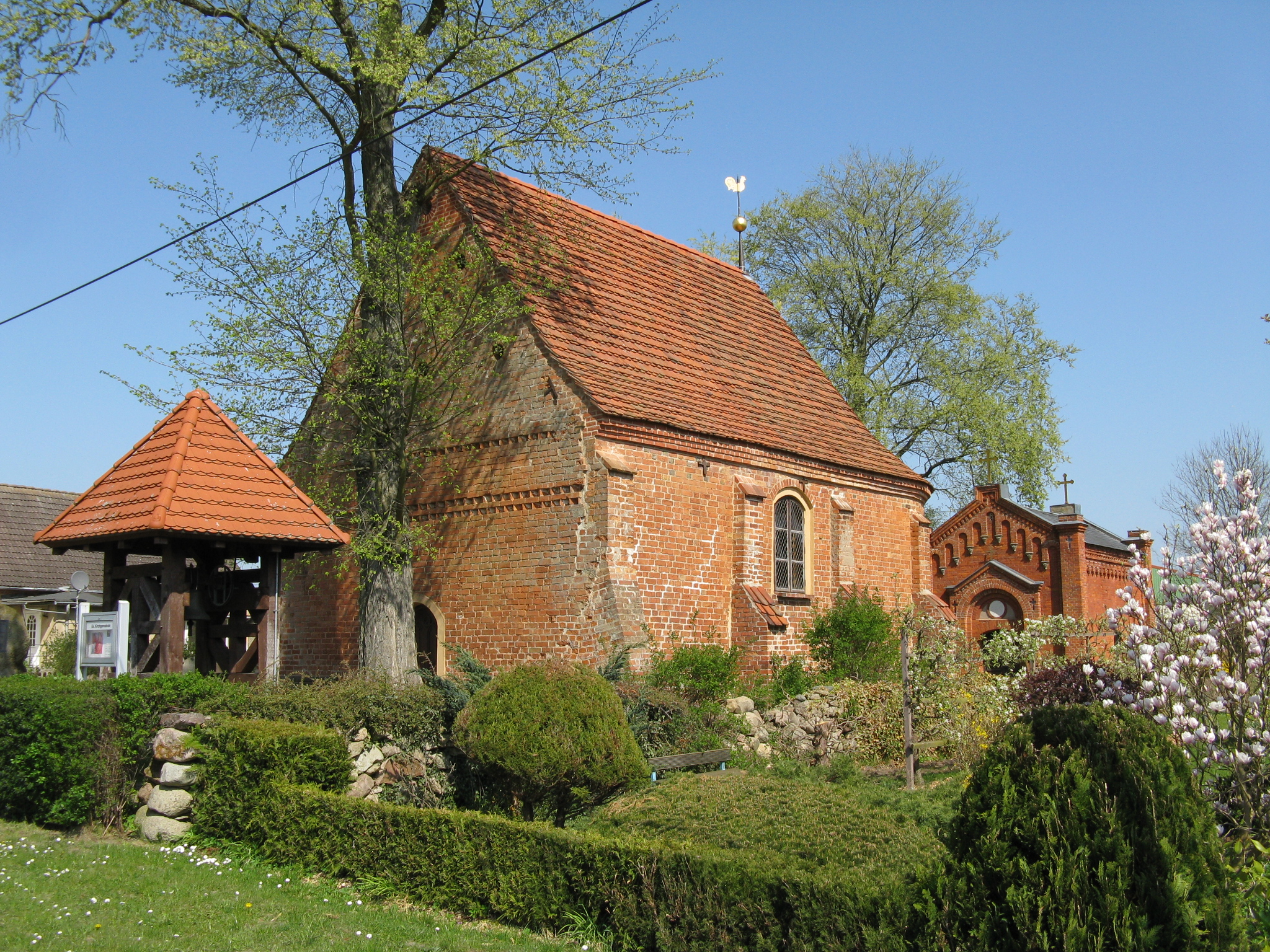
Borkow Kapelle mit Glockenstuhl 2009

Matthias von Bülow († 6. Mai 1744 in Roermond) war ein kur-braunschweig-lüneburgischer Oberst und Chef eines Reuter-Regiments.

## Leben

### Herkunft
Matthias war Angehöriger des mecklenburgischen Adelsgeschlechts von Bülow. Seine Eltern waren der Erbherr auf Borkow Matthias von Bülow und Catharina Magdalena, einer Tochter des braunschweigisch-cellischen Geheimen Rat und Hofmarschalls Hans von Petersdorff aus dem Hause Lübzin und Witzin. Sie wurden im Bülowschen Erbbegräbnis in der Woseriner Kirche bestattet.

### Werdegang
Bülow trat jung in braunschweigische Militärdienste und avancierte 1740 zum Oberst eines Dragoner Regiments. 1742  übernahm er ein Reuter-Regiment, das vor ihm Heinrich Julius von Wintzer seit 1738 innehatte. Der ihm nachfolgende Regimentschef wurde 1744 Jakob d'Acerre († 1745). Er starb zu Beginn des Ausrückens gegen Frankreich.
Er war aus väterlichem Erbe Herr auf Borkow, hatte aber auch auf dem Gut in Gägelow einen Teil des Herrenhauses neu errichtet.

### Familie
Bülow heiratete Augusta Friderica von Breitenbach (1700–1730), Tochter Georg Heinrichs von Breitenbach und Schwester des braunschweigischen Generalleutnant Georg Karl von Breidenbach († 1761). Aus der Ehe gingen drei Kinder hervor.
- Luisa Eleonora Wilhelmina, am 7. September 1728 unter Nr. 176 zur Aufnahme als Konventualin in das Kloster Dobbertin eingeschrieben, ⚭ Ludolph von Estorff (1708–1779), hannoverscher Generalmajor[2]
- Sophia Magdalena Elisabeth, Stiftsfräulein in Mariensee
- Hans Friedrich Lotharius August (1730–1761), hannoverscher Brigademajor, Herr auf Borkow, Mitunterzeichner des Landesvergleichs 1755. Als Major fiel er in Marburg am 14. Februar 1761[3]. Das Gut in Borkow fiel damit an seinen Onkel, den Klosterhauptmann Jobst Heinrich von Bülow auf Woserin.[4]

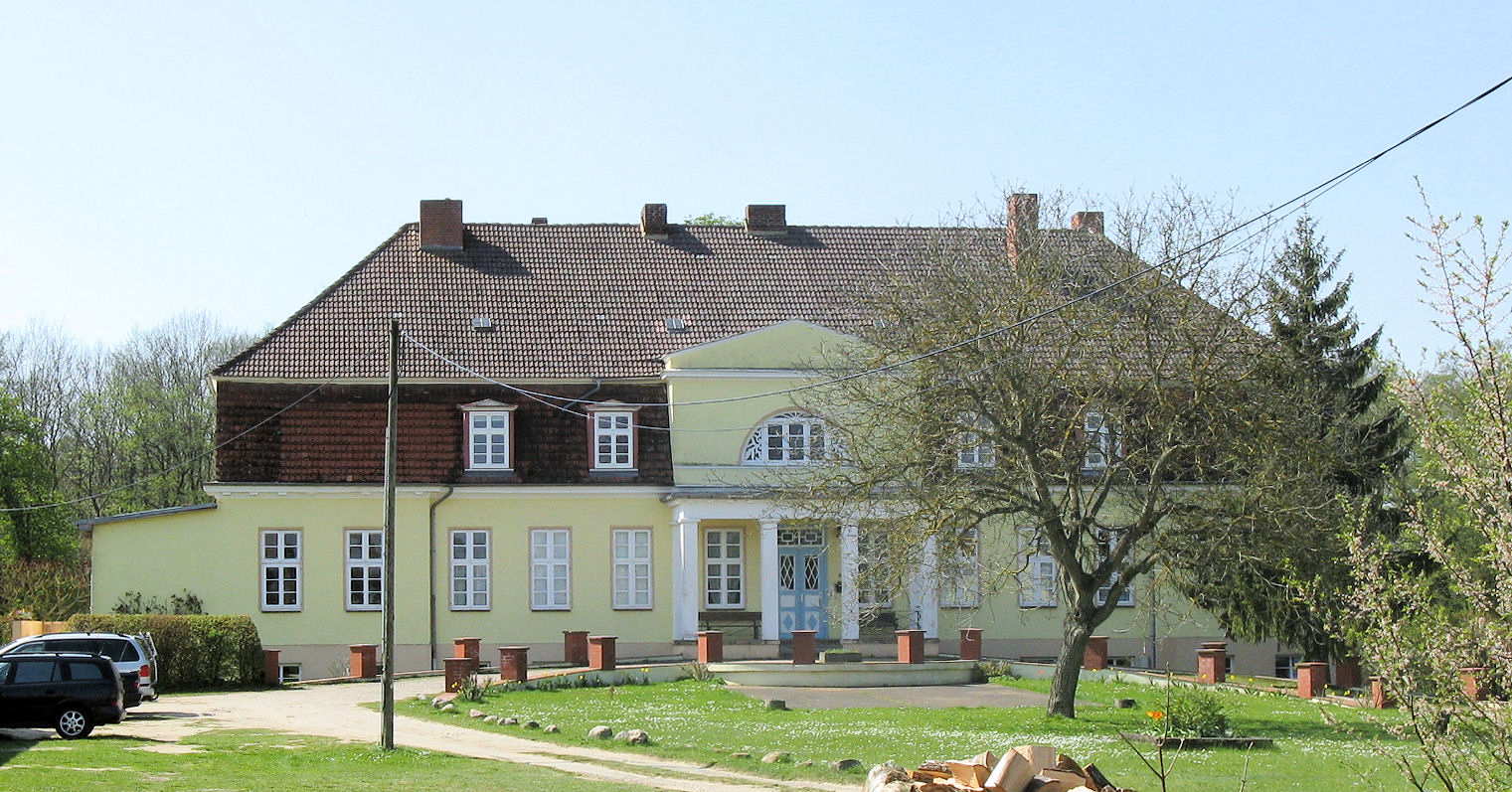
Gutshaus Borkow 2009
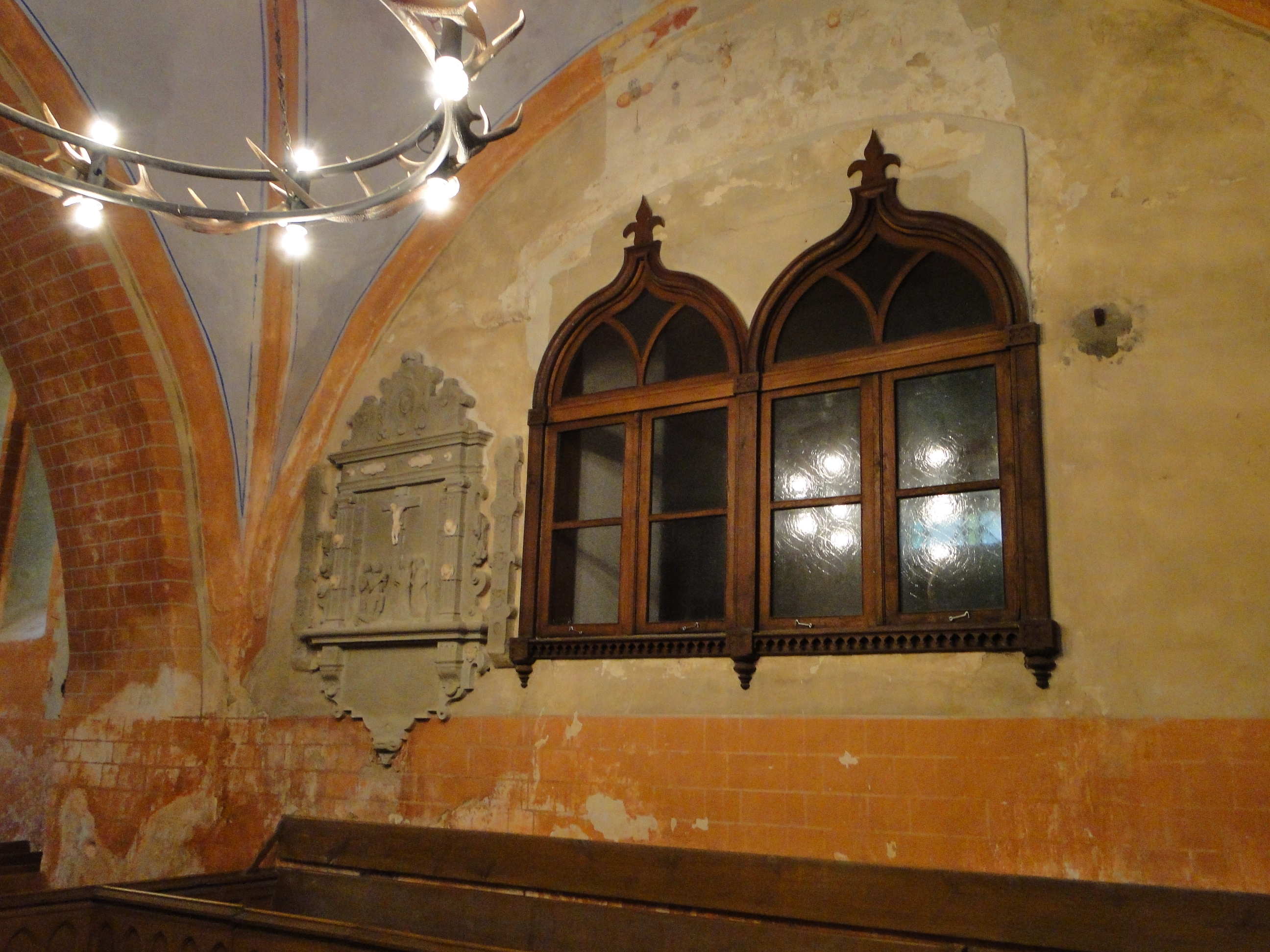
Kirche Woserin, Bülowsche Grabkapelle Nordseite Kirchenchor